# Typ Z (tramwaje w Monachium)
Z – pierwsza seria wagonów silnikowych systemu tramwajowego w Monachium. W odróżnieniu od późniejszych wagonów typu A i B, nadwozie typu Z opierało się na jednym dwuosiowym wózku. Oznaczenie wagonu pochodzi od niemieckiego słowa Zweiachser (pol. dwuosiowy). W latach 1895–1898 wprowadzono do eksploatacji 6 serii tramwajów Z. W latach 1905–1922 niektóre wozy silnikowe przebudowano na doczepy typu z. Pozostałe wagony silnikowe wycofano ze służby liniowej lub przebudowano na wagony techniczne. Wszystkie doczepy typu z wycofywano z eksploatacji od 1938 r., a ostatni tramwaj techniczny zakończył pracę w 1956 r.

## Historia

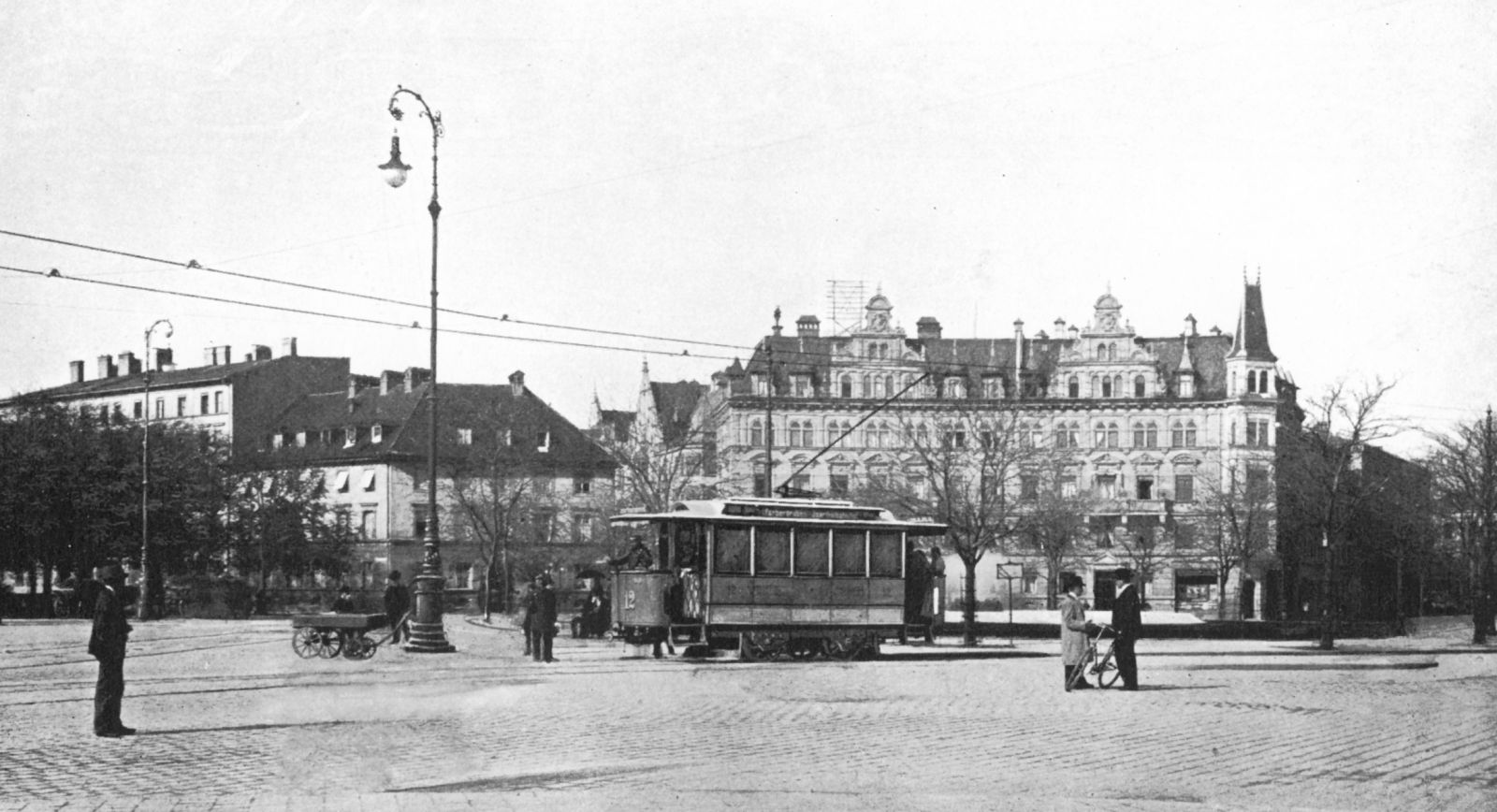
Tramwaj podtypu Z 1.22 w 1898 r. na Sendlinger-Tor-Platz

Od 1895 r. elektryfikowano linie tramwajowe w Monachium. W związku z tym procesem pojawiła się konieczność sprowadzenia nowych wagonów silnikowych. Przedsiębiorstwo Münchner Trambahn AG zakupiło początkowo 28 dwuosiowych wagonów silnikowych z otwartymi pomostami. Zakłady Union-Elektricitäts-Gesellschaft oraz Siemens-Schuckertwerke dostarczyły tramwaje jeszcze w tym samym roku. Od 1896 r. firma Münchner Trambahn AG zamawiała zasłony chroniące pomosty przed niekorzystnymi warunkami atmosferycznymi. Nowo zamówione tramwaje oznaczone zostały jako typ Z (niem. Baureihe Z). Pomimo niewielkich zmian kolejne dostarczone wagony otrzymały oznaczenia Z 1.22, Z 2.22 i Z .31. Po 1905 r. zmieniono sposób oznaczenia podtypów. Podtyp Z 1.22 otrzymał oznaczenia Z 1.22 oraz Z& 1.23, podtypowi Z 2.22 zmieniono oznaczenie na Z 2.23, a podtypowi Z .31 nadano oznaczenie Z .22. W latach 1897–1898 zakład Union-Elektricitäts-Gesellschaft dostarczył cztery kolejne egzemplarze, które były dłuższe o 1 metr od wcześniejszych wagonów. Dalszych zamówień na wagony nie złożono, gdyż przedsiębiorstwo Münchner Trambahn AG postanowiło zakupić nowsze tramwaje typu A. Trzy z czterech nowych wagonów oznaczono jako podtyp Z 3., a od 1906 r. nosiły one oznaczenie Z 3.24. Ostatniemu tramwajowi nadano oznaczenie Z. Trzy egzemplarze podtypu Z 3.24 wyposażone były w akumulatory, które zasilały wagony energią elektryczną podczas kursowania po niezelektryfikowanych odcinkach sieci. Krótko po wprowadzeniu zmodyfikowanych wagonów do ruchu przedsiębiorstwo Münchner Trambahn AG postanowiło zdemontować akumulatory, gdyż kwaśne opary wydobywające się z akumulatorów przedostawały się do przedziału pasażerskiego.
Po 1905 r. część wagonów silnikowych przebudowano na wagony gospodarcze oraz doczepne. Zbyt krótkie tramwaje typu Z nie były w stanie sprostać stale wzrastającej liczbie pasażerów, w związku z czym przedsiębiorstwo Städtische Straßenbahn München rozpoczęło w 1920 r. wycofywanie tych wozów z eksploatacji. Dziewięć wagonów przekształcono na tramwaje techniczne. Pozostałe egzemplarze przebudowano na doczepy typu z lub zezłomowano. Ostatni wagon techniczny, który powstał w wyniku przebudowy tramwaju typu Z, zezłomowano w 1956 r.  Do dziś nie zachował się żaden tramwaj tego typu.
W początkach eksploatacji wagony silnikowe typu Z kursowały najczęściej bez doczep. Ówczesny tabor wagonów doczepnych składał się z wysłużonych tramwajów konnych, (wagony te łączono z tramwajami typu Z sprzęgiem śrubowym) oraz doczep typu ö. Doczepy typu ö były dwuosiowymi wagonami, wyprodukowanymi w 1897 r. w zakładach Rathgeber. Wszystkie nowe doczepy otrzymały oznaczenie ö 1.25; doczepy te nazywano potocznie Amerykanami. Po przebudowie w 1903 r. dysponowały 15 miejscami siedzącymi. Do 1940 r. wycofano wszystkie 5 doczep ze służby liniowej. Jedna z nich służyła do 1954 r. jako wagon techniczny. Do dziś nie zachował się ani jeden tramwaj typu ö.
W 1921 r. firma Städtische Straßenbahn München przebudowała dziesięć tramwajów typu Z 1.22 na doczepy typu z 1.22, jednak wszystkie wagony już kilka lat później zakończyły kursowanie. Również w 1921 r. przebudowano pięć wozów Z 1.23 i dwa wozy Z 2.23 na doczepy o oznaczeniu z 1.23 oraz z 2.23. Wyżej opisane doczepy, które łączone były w składy prawdopodobnie z wagonami typu A i B, zakończyły służbę liniową już w 1938 r. Podobnie jak doczepy podtypów z 1.23 i z 2.23, doczepy podtypu z 3.24 powstały również w 1921 r. z wagonów silnikowych podtypu Z 3.24. Te wagony również zniknęły z monachijskich torowisk w 1938 r.

## Konstrukcja
Wagony o oznaczeniach Z 1.22, Z 1.23 i Z 2.23 miały długość równą 7 metrów. Każdy z nich wyposażony był w jeden silnik o mocy godzinnej wynoszącej 18 kW, co odpowiadało 25 KM. Nadwozie opierało się na jednym dwuosiowym wózku. Po lewej i prawej stronie nadwozia znajdowało się pięć okien. Pomosty przed pierwszymi oraz drugimi drzwiami były początkowo otwarte, lecz już rok po dostawie zostały one zabudowane. Energia elektryczna pobierana była z sieci trakcyjnej za pośrednictwem pantografu pałąkowego, który był umieszczony na dachu. W przedziale pasażerskim zamontowano, równolegle do linii okien, zarówno po lewej, jak i po prawej stronie drewniane ławki. Początkowo wagony posiadały 16 miejsc siedzących, a po przebudowie w 1904 r. ich liczba zwiększyła się do 20. Liczba miejsc stojących równa była najpierw 12, a w późniejszym czasie 17.
Długość egzemplarzy wyposażonych w zakładach Siemens-Schuckertwerke (podtyp Z .22) była w porównaniu do wcześniejszych wagonów większa i wynosiła 7 460 mm. Tramwaje podtypu Z .22 wyposażone były w pałąkowy odbierak prądu i silnik o mocy 25 KM. W 1906 r. zamontowano w każdym z nich jeszcze jeden silnik, dzięki czemu całkowita moc silników zwiększyła się do 36 kW. Przedział pasażerski mógł pomieścić 16 osób na umieszczonych pod oknami drewnianych ławkach oraz 12 na miejscach stojących.
Trzy wagony podtypu Z 3.24 miały długość równą 8000 mm. Tramwaje tej serii również posiadały odbierak pałąkowy i jeden silnik o mocy 18 kW. W omawianych wagonach, wyprodukowanych w zakładach Waggonfabrik Breslau, przewidziano 20 miejsc siedzących oraz 16 miejsc stojących. W późniejszym czasie zakupiono jeszcze jeden egzemplarz, któremu nadano oznaczenie Z.. Egzemplarz ten, skonstruowany przez fabrykę Siemens-Schuckertwerken, nie różnił się pod względem wyposażenia wnętrza od podtypu Z 3.24. Wewnątrz znajdowało się 16 miejsc siedzących oraz 22 miejsca stojące. Po 1905 r. liczbę miejsc stojących zmniejszono do 18.
W latach 1903–1905 przedsiębiorstwo Münchner Trambahn AG przebudowało kilka wagonów typu Z: zasłony osłaniające pomosty zastąpiono przeszkleniami. Oprócz tego zamontowano hamulce zespolone w celu usprawnienia hamowania. Od 1905 r. amerykańska firma J.G. Brill Company montowała nowe podwozia w wagonach podtypów Z 1.23, Z 2.23 i Z 3.24. Oprócz tego, tramwaje podtypu Z .22 otrzymały dodatkowy silnik, co spowodowało zwiększenie mocy silników do 36 kW. W nawiązaniu do nazwy zakładu, który zmodernizował tramwaje, długie na 7 metrów wozy podtypów Z 1.23 i Z 2.23 nazywano potocznie krótszymi Brillami, a 8-metrowe Z 3.24 otrzymały przezwisko dłuższe Brille.
Wagony doczepne typu z powstały w efekcie przebudowy wycofanych z ruchu wozów serii Z. W doczepach podtypów z 1.22, z 1.23 i z 2.23 znajdowało się 20 miejsc siedzących i 19 stojących. W doczepach oznaczonych jako podtyp z 3.24 umieszczono 22 miejsca siedzące i 25 stojących.